# Fountainea nessus
Fountainea nessus (denominada popularmente, em português, finge-folha; em inglês, Cindy's Leafwing ou Superb Leafwing) é uma borboleta neotropical da família Nymphalidae e subfamília Charaxinae, encontrada no noroeste da América do Sul, na Venezuela, Colômbia, Equador, Peru e Bolívia, até a bacia do rio Amazonas do Brasil. Foi classificada por Pierre André Latreille, com a denominação de Nymphalis nessus, em 1813 e com seu tipo nomenclatural coletado no Peru. Suas lagartas se alimentam de plantas do gênero Croton.

## Descrição
Adultos desta espécie, do sexo masculino, vistos por cima, possuem as asas de contornos falciformes e com envergadura chegando a até sete centímetros, de tonalidade castanha com faixas cor-de-rosa brilhantes nas asas anteriores, sobrepostas com um brilho azul-púrpura que varia em intensidade de acordo com as condições de iluminação e ângulo de visão. As fêmeas são igualmente impressionantes, sendo castanho-escuras com uma larga faixa de prata metálica correndo diagonalmente através das asas anteriores. Vistos por baixo, apresentam a semelhança com uma folha seca, com finos desenhos mosqueados.

## Hábitos
Fountainea nessus é encontrada em habitats de floresta tropical e subtropical úmida, em altitudes entre 300 e 1.800 metros da região da cordilheira dos Andes; voando e se alimentando de umidade mineralizada do solo ou se aquecendo ao sol com as asas meio abertas.